# 維斯東湖歐白魚
維斯東湖歐白魚（学名：Alburnus vistonicus）為輻鰭魚綱鯉形目雅羅魚科歐白魚屬的其中一種，被IUCN列為極危保育類動物，分布於歐洲希臘维斯托尼斯湖流域，體長可達21.7公分，棲息在礫石底質的河川、湖泊底中層水域，生活習性不明。

## 扩展阅读
- 維基物種上的相關：維斯東湖歐白魚